# 德里安库尔
德里安库尔（法語：Driencourt，法語發音：[dʁijɛ̃kuʁ]）是法国上法兰西大区索姆省的一个市镇，属于佩罗讷区。

## 地理
德里安库尔（49°57'31"N, 3°0'36"E）面积5 平方千米，位于法国上法蘭西大區索姆省，该省份为法国北部沿海省份，北起加来海峡省和北部省，西接滨海塞纳省和大西洋英吉利海峡，南至瓦兹省，东临埃纳省。
与德里安库尔接壤的市镇（或旧市镇、城区）包括：上艾兹库尔、比尔-库尔塞勒、比叙、唐普勒拉福斯。

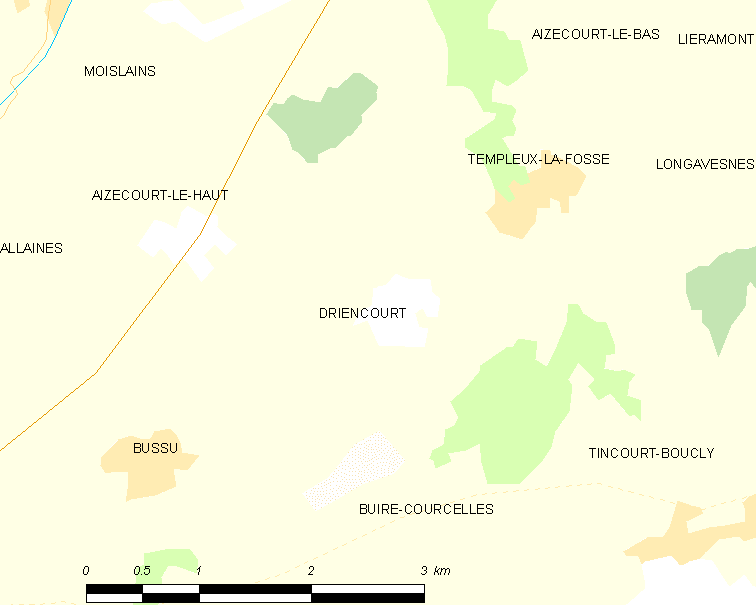
德里安库尔的OSM定位图

德里安库尔的时区为UTC+01:00、UTC+02:00（夏令时）。

## 行政
德里安库尔的邮政编码为80240，INSEE市镇编码为80258。

## 政治
德里安库尔所属的省级选区为佩罗讷县。

## 人口

1962-2008年间德里安库尔人口变化图示

德里安库尔于2022年1月1日时的人口数量为80人。